# I tomteverkstan
I tomteverkstan, släppt 2001, är ett julalbum av det svenska dansbandet Lasse Stefanz, utgivet på CD  och MK . Melodin "Ute på vischan" låg på Svensktoppen från december 2001 till januari 2002.

## Låtlista
1. Jag vill hem till julen (With Bells on)
2. Blue Christmas
3. Ett rött paket med vita snören om
4. Lonely this Christmas
5. Ute på vischan
6. Rockin' Around the Christmas Tree
7. Knalle Juls vals
8. A Very Merry Rocking Good Christmas
9. Vår vackra vita vintervärld ("Winter Wonderland")
10. Rolf ren
11. Silent Night ("Silent Night, Holy Night")
12. Juletid
13. Tänd ett ljus
14. Utan dej så blir det ingen jul

### Fotnoter
1. ↑  ”Danswebb”. Arkiverad från originalet den 5 mars 2016. https://web.archive.org/web/20160305061522/http://www.dans-web.nu/skivor/index.php?pid=view&ref_cd=190. Läst 9 juni 2011.
2. ↑  Information i Svensk mediedatabas.
3. ↑  Information Arkiverad 2 november 2014 hämtat från the Wayback Machine. i Svensk mediedatabas.